# Lembeye
Pour les articles homonymes, voir Lembeye.
Lembeye [lɛmbɛjə] est une commune française, située dans le département des Pyrénées-Atlantiques en région Nouvelle-Aquitaine.
Le gentilé est Lembeygeois.

## Géographie

### Localisation
La commune de Lembeye se trouve dans le département des Pyrénées-Atlantiques, en région Nouvelle-Aquitaine.
Elle se situe à 33 km par la route de Pau, préfecture du département, et à 30 km de Serres-Castet, bureau centralisateur du canton des Terres des Luys et Coteaux du Vic-Bilh dont dépend la commune depuis 2015 pour les élections départementales.
La commune est par ailleurs ville-centre du bassin de vie de Lembeye.
Les communes les plus proches sont : 
Samsons-Lion (1,9 km), Escurès (2,0 km), Bassillon-Vauzé (2,9 km), Peyrelongue-Abos (2,9 km), Corbère-Abères (3,1 km), Castillon (3,7 km), Lespielle (3,8 km), Maspie-Lalonquère-Juillacq (4,3 km).
Sur le plan historique et culturel, Lembeye fait partie de la province du Béarn, qui fut également un État et qui présente une unité historique et culturelle à laquelle s’oppose une diversité frappante de paysages au relief tourmenté.

### Communes limitrophes
Les communes limitrophes sont  Bassillon-Vauzé, Corbère-Abères, Escurès, Luc-Armau, Maspie-Lalonquère-Juillacq, Peyrelongue-Abos, Samsons-Lion et Simacourbe.
|                                                 | Escurès      | Corbère-Abères              |
| Simacourbe                                      | Lembeye      | Bassillon-Vauzé             |
| Maspie-Lalonquère-Juillacq (par un quadripoint) | Samsons-Lion | Luc-Armau, Peyrelongue-Abos |

### Hydrographie

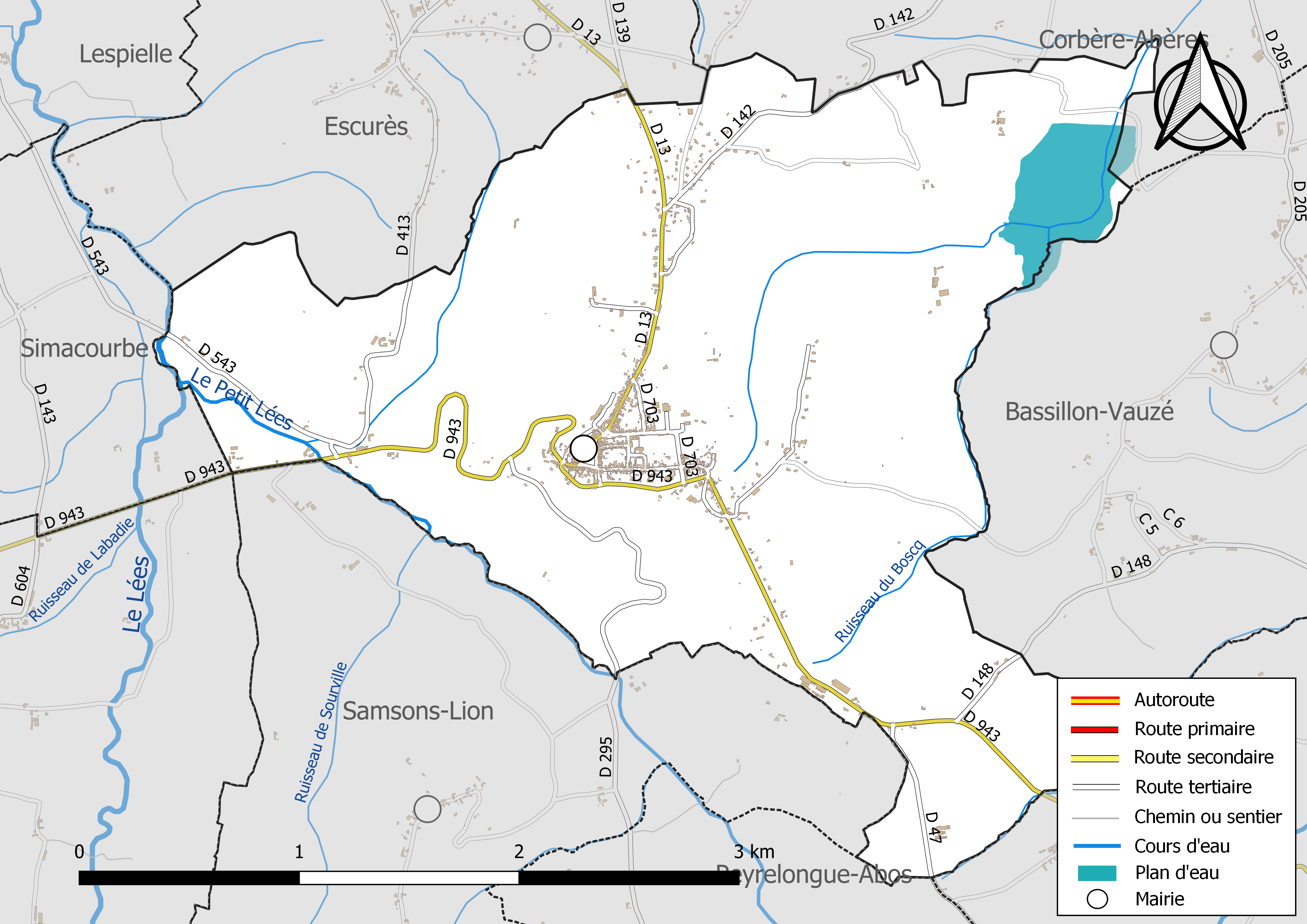
Réseaux hydrographique et routier de Lembeye.

La commune est drainée par le Léez, le Petit Lées, le ruisseau du Boscq et par divers petits cours d'eau, constituant un réseau hydrographique de 8 km de longueur totale,.
Le Léez (56 km) prend sa source dans la commune de Gardères, s'écoule du sud vers le nord et longe le territoire communal dans sa partie ouest, constituant la limite communale avec Simacourbe. Il se jette dans l'Adour à Barcelonne-du-Gers, après avoir traversé 31 communes.
Le Petit Lées, d'une longueur totale de 11,6 km, prend sa source dans la commune de Momy et s'écoule du sud vers le nord. Il traverse la commune et se jette dans le Léez à Os-Marsillon, après avoir traversé 5 communes.

### Climat
Le climat qui caractérise la commune est qualifié, en 2010, de « climat océanique altéré », selon la typologie des climats de la France qui compte alors huit grands types de climats en métropole. En 2020, la commune ressort du même type de climat dans la classification établie par Météo-France, qui ne compte désormais, en première approche, que cinq grands types de climats en métropole. Il s’agit d’une zone de transition entre le climat océanique et les climats de montagne et semi-continental. Les écarts de température entre hiver et été augmentent avec l'éloignement de la mer. La pluviométrie est plus faible qu'en bord de mer, sauf aux abords des reliefs.
Les paramètres climatiques qui ont permis d’établir la typologie de 2010 comportent six variables pour les températures et huit pour les précipitations, dont les valeurs correspondent à la normale 1971-2000. Les sept principales variables caractérisant la commune sont présentées dans l'encadré ci-après.
| Paramètres climatiques communaux sur la période 1971-2000 - Moyenne annuelle de température : 12,7 °C - Nombre de jours avec une température inférieure à −5 °C : 1,6 j - Nombre de jours avec une température supérieure à 30 °C : 5,6 j - Amplitude thermique annuelle : 14,2 °C - Cumuls annuels de précipitation : 1 121 mm - Nombre de jours de précipitation en janvier : 11,5 j - Nombre de jours de précipitation en juillet : 8 j |

Avec le changement climatique, ces variables ont évolué. Une étude réalisée en 2014 par la Direction générale de l'Énergie et du Climat complétée par des études régionales prévoit en effet que la  température moyenne devrait croître et la pluviométrie moyenne baisser, avec toutefois de fortes variations régionales. La station météorologique de Météo-France installée sur la commune et mise en service en 1972 permet de connaître en continu l'évolution des indicateurs météorologiques. Le tableau détaillé pour la période 1981-2010 est présenté ci-après.
| Mois                                  | jan.           | fév.          | mars          | avril           | mai             | juin           | jui.           | août          | sep.           | oct.          | nov.            | déc.          | année     |
| ------------------------------------- | -------------- | ------------- | ------------- | --------------- | --------------- | -------------- | -------------- | ------------- | -------------- | ------------- | --------------- | ------------- | --------- |
| Température minimale moyenne (°C)     | 3,1            | 3,3           | 5,4           | 7,1             | 10,3            | 13,5           | 15,5           | 15,8          | 13,3           | 10,4          | 6,2             | 3,6           | 9         |
| Température moyenne (°C)              | 6,6            | 7,2           | 9,9           | 11,8            | 15,1            | 18,5           | 20,8           | 20,9          | 18,4           | 14,8          | 9,8             | 7,1           | 13,4      |
| Température maximale moyenne (°C)     | 10,1           | 11,2          | 14,5          | 16,5            | 19,9            | 23,6           | 26             | 26,1          | 23,5           | 19,1          | 13,5            | 10,5          | 17,9      |
| Record de froid (°C) date du record   | −15 09.01.1985 | −10 08.02.12  | −8,5 01.03.05 | −4,2 06.04.1975 | −5,1 10.05.1973 | 4,3 14.06.1977 | 6,8 24.07.1973 | 8 31.08.10    | 3,6 19.09.1977 | −3 29.10.1974 | −7,5 23.11.1988 | −9 25.12.01   | −15 1985  |
| Record de chaleur (°C) date du record | 24,7 01.01.22  | 24,5 27.02.19 | 26,5 04.03.07 | 30 30.04.05     | 33 30.05.03     | 38,3 21.06.03  | 38 25.07.19    | 40,5 26.08.10 | 36 16.09.1987  | 33,2 04.10.04 | 26,2 23.11.1992 | 25 24.12.1983 | 40,5 2010 |
| Précipitations (mm)                   | 99,1           | 83,1          | 90,9          | 111,6           | 100,3           | 79,7           | 58,4           | 69,5          | 70,1           | 90,9          | 109             | 97,2          | 1 059,8   |

### Milieux naturels et biodiversité

#### Espaces protégés
La protection réglementaire est le mode d’intervention le plus fort pour préserver des espaces naturels remarquables et leur biodiversité associée,.
Un  espace protégé est présent sur la commune : 
le « coteau de Lembeye », un terrain acquis (ou assimilé) par le conservatoire d'espaces naturels d'Aquitaine, d'une superficie de 97,5 ha.
Le coteau de Lembeye regroupe la quasi-totalité des pelouses sèches du Nord-Est des Pyrénées-Atlantiques réparties sur une dizaine de communes du territoire du Vic-Bilh. Ces sols pentus et très secs accueillent des espèces spécifiques, souvent d'affinités méditerranéennes. On y rencontre un grand nombre d'orchidées sauvages et d'insectes. Ces milieux d'une valeur patrimoniale exceptionnelle font l'objet depuis 1997 d'une gestion conservatoire et d'une valorisation mises en œuvre par le conservatoire d'espaces naturels d'Aquitaine en partenariat avec la communauté de communes de Lembeye. Plusieurs itinéraires permettent de découvrir ces richesses, notamment à l'occasion des journées Aquitaine nature organisées chaque année par la région Nouvelle-Aquitaine. Ce site est inscrit au réseau Natura 2000 Coteaux de Castetpugon, de Cadillon et de Lembeye et fait l'objet d'un document d'objectifs animé par le CEN Aquitaine.

#### Réseau Natura 2000
Le réseau Natura 2000 est un réseau écologique européen de sites naturels d'intérêt écologique élaboré à partir des Directives « Habitats » et « Oiseaux », constitué de zones spéciales de conservation (ZSC) et de zones de protection spéciale (ZPS).
Un site Natura 2000 a été défini sur la commune au titre de la « directive Habitats » : les « coteaux de Castetpugon, de Cadillon et de Lembeye », d'une superficie de 220 ha, présentant des pelouses calcaires riches en orchidées et autres plantes rares régionalement, globalement bien conservées,.

#### Zones naturelles d'intérêt écologique, faunistique et floristique
L’inventaire des zones naturelles d'intérêt écologique, faunistique et floristique (ZNIEFF) a pour objectif de réaliser une couverture des zones les plus intéressantes sur le plan écologique, essentiellement dans la perspective d’améliorer la connaissance du patrimoine naturel national et de fournir aux différents décideurs un outil d’aide à la prise en compte de l’environnement dans l’aménagement du territoire.
Une ZNIEFF de type 2 est recensée sur la commune, : 
les « coteaux calcaires du Béarn » (461,36 ha), couvrant 20 communes du département.

## Urbanisme

### Typologie
Au 1er janvier 2024, Lembeye est catégorisée commune rurale à habitat dispersé, selon la nouvelle grille communale de densité à sept niveaux définie par l'Insee en 2022.
Elle est située hors unité urbaine. Par ailleurs la commune fait partie de l'aire d'attraction de Pau, dont elle est une commune de la couronne,. Cette aire, qui regroupe 227 communes, est catégorisée dans les aires de 200 000 à moins de 700 000 habitants,.

### Occupation des sols

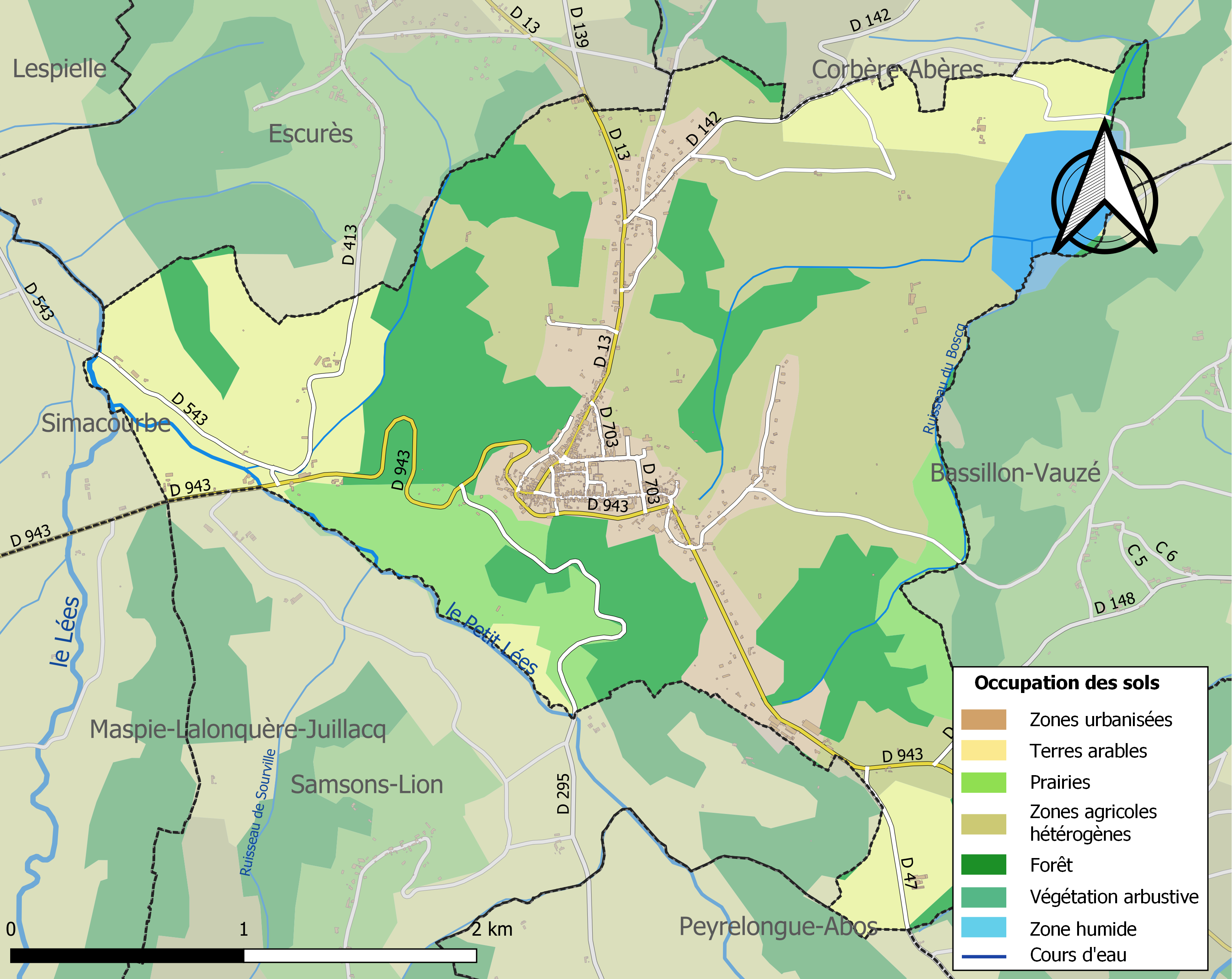
Carte des infrastructures et de l'occupation des sols de la commune en 2018 (CLC).

L'occupation des sols de la commune, telle qu'elle ressort de la base de données européenne d’occupation biophysique des sols Corine Land Cover (CLC), est marquée par l'importance des territoires agricoles (60,3 % en 2018), en diminution par rapport à 1990 (65 %). La répartition détaillée en 2018 est la suivante : 
zones agricoles hétérogènes (33,4 %), forêts (24,7 %), terres arables (18,5 %), zones urbanisées (11,9 %), prairies (8,5 %), eaux continentales (3 %).
L'IGN met par ailleurs à disposition un outil en ligne permettant de comparer l’évolution dans le temps de l’occupation des sols de la commune (ou de territoires à des échelles différentes). Plusieurs époques sont accessibles sous forme de cartes ou photos aériennes : la carte de Cassini (XVIIIe siècle), la carte d'état-major (1820-1866) et la période actuelle (1950 à aujourd'hui).

### Lieux-dits et hameaux
- Baradat[31] ;
- Cohe ;
- Euga ;
- la Ville.

### Voies de communication et transports
Elle est desservie par les routes départementales 13, 142 et 943. Elle est reliée par autocar à Pau par la société Citram Pyrénées.

### Risques majeurs
Le territoire de la commune de Lembeye est vulnérable à différents aléas naturels : météorologiques (tempête, orage, neige, grand froid, canicule ou sécheresse), inondations, mouvements de terrains et séisme (sismicité modérée). Il est également exposé à un risque technologique,  le transport de matières dangereuses. Un site publié par le BRGM permet d'évaluer simplement et rapidement les risques d'un bien localisé soit par son adresse soit par le numéro de sa parcelle.

#### Risques naturels
Certaines parties du territoire communal sont susceptibles d’être affectées par le risque d’inondation par ruissellement et coulée de boue et par une crue torrentielle ou à montée rapide de cours d'eau, notamment le Léez et le Petit Lées. La commune a été reconnue en état de catastrophe naturelle au titre des dommages causés par les inondations et coulées de boue survenues en 1982, 2009 et 2018,.
Les mouvements de terrains susceptibles de se produire sur la commune sont des affaissements et effondrements liés aux cavités souterraines (hors mines). Afin de mieux appréhender le risque d’affaissement de terrain, un inventaire national permet de localiser les éventuelles cavités souterraines sur la commune.

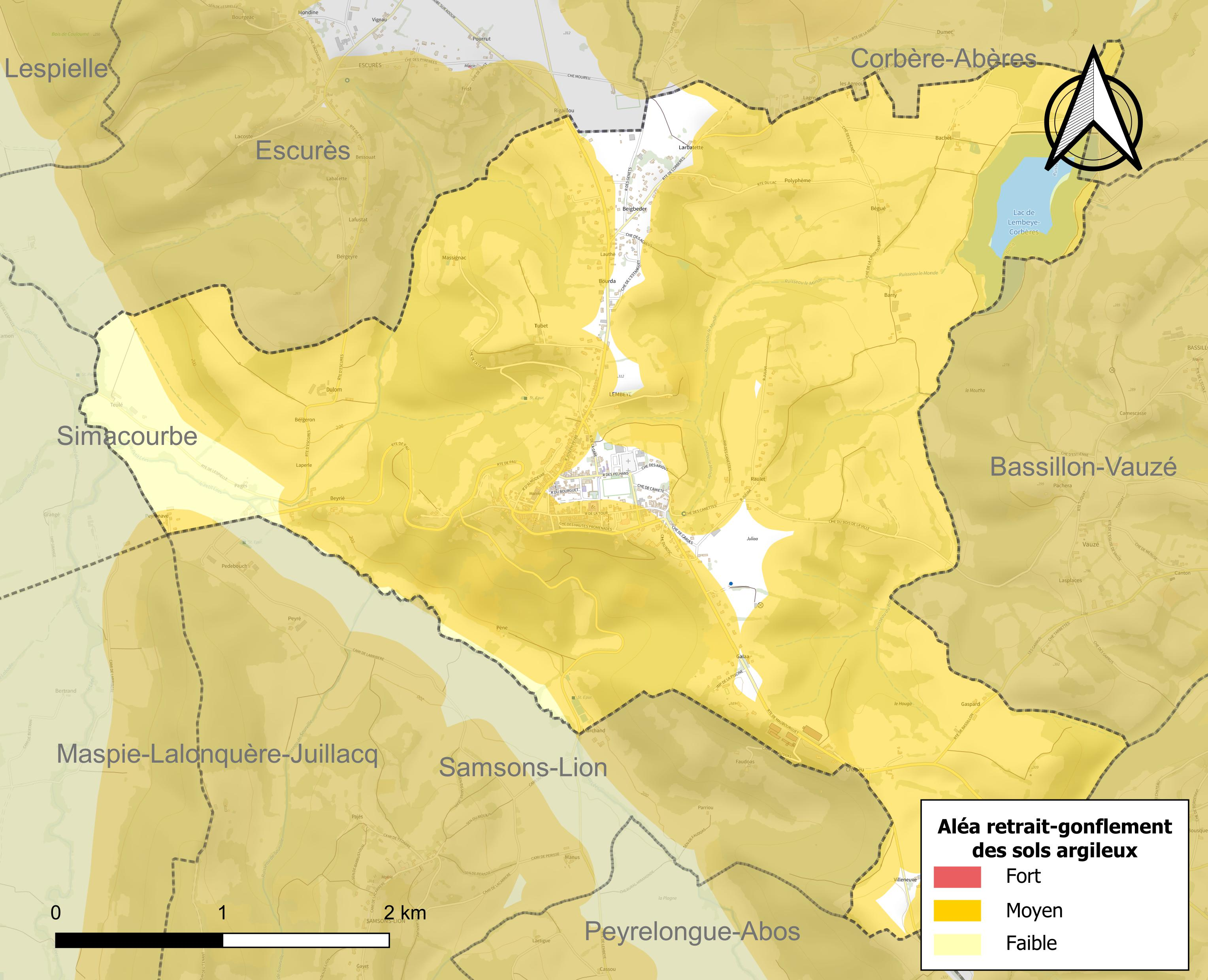
Carte des zones d'aléa retrait-gonflement des sols argileux de Lembeye.

Le retrait-gonflement des sols argileux est susceptible d'engendrer des dommages importants aux bâtiments en cas d’alternance de périodes de sécheresse et de pluie. 88,8 % de la superficie communale est en aléa moyen ou fort (59 % au niveau départemental et 48,5 % au niveau national). Depuis le 1er octobre 2020, en application de la loi ELAN, différentes contraintes s'imposent aux vendeurs, maîtres d'ouvrages ou constructeurs de biens situés dans une zone classée en aléa moyen ou fort,.

## Toponymie
Le toponyme Lembeye apparaît sous les formes 
Lembeye et Enbeye (XIe – XIVe siècle, Anciens Fors),
Invidia (1286, registres de Bordeaux),
Lambeya (1318, titres de Béarn), 
Lambeye (1367, notaires de Lucq), 
Lembege (1402, censier de Béarn), 
La vegarie de Lambege, Lembeya et Nostre-Dame de Lembeye (respectivement 1538, 1542 et 1684, réformation de Béarn).
Son nom béarnais est Lenveja ou Lembéye.
Baradat est une ferme de la commune, citée en 1863, par le dictionnaire topographique Béarn-Pays basque.

## Histoire

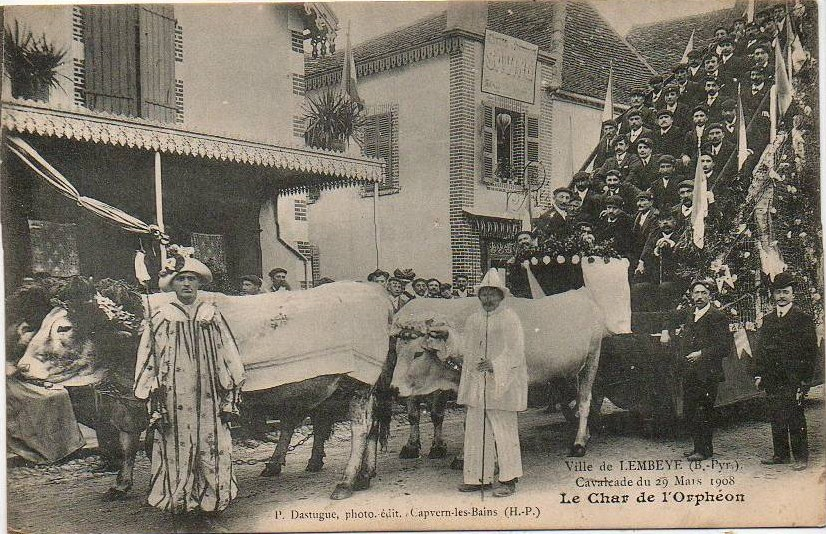
Char de l'Orphéon à la cavalcade du 29 mars 1908 à Lembeye.

Lembeye fut la capitale politique, commerciale et religieuse du Vic-Bilh (Vicus Vetullus c'est-à-dire : le vieux pays, la vieille contrée). Un consensus s'est dégagé sur l'étymologie du nom, pour en faire un « lieu bien situé qui suscite l'envie ». Mentionnée en 1286 sous le nom latin d'Invidia  par Gaston VII, de nombreux dictons jouent sur le mot l'enveja qui signifie « l'envie » en béarnais ; Lembeye est la transcription française de la prononciation béarnaise.
Il s'agit d'une bastide apparue dès le XIe siècle, qui était directement sous les ordres du vicomte. Plus tard vint s'adjoindre un abbé laïc qui était le baron de Samsons. Au XVIIe siècle, Lembeye était la 6e ville du Béarn. Ce bourg eut à souffrir à plusieurs reprises de troubles et invasions, mais ce sont les troubles religieux qui vont le plus lui nuire. Cité protestante, Lembeye est ravagée en 1569 ; pillée et brûlée en partie  par les troupes de Terride, capitaine de Catherine de Médicis, à la tête de l'armée catholique française, ce qui entraîna la décadence de la cité.
Paul Raymond note qu'il y avait à Lembeye un couvent de récollets, fondé en 1676, et un hôpital dépendant de l'abbaye de Sainte-Christine (Espagne).
En 1385, Lembeye comptait cinquante-huit feux.

### Le bailliage de Lembeye
En 1385 Lembeye était le chef-lieu d'un bailliage comprenant les communes suivantes : 
Canton de Lembeye
Arricau, Arrosès, Aurions-Idernes, Bassillon-Vauzé, Bordes, Cadillon, Castillon, Corbère-Abères-Domengeux, Coslédaà-Lube-Boast, Crouseilles, Escurès, Gayon, Gerderest, Lalongue, Lannecaube-Meillac, Lasserre, Lembeye, Lespielle-Germenaud-Lannegrasse, Luc-Armau, Lussagnet-Lusson, Maspie-Lalonquère-Juillacq, Monassut-Audiracq, Moncaup, Monpezat-Bétrac, Peyrelongue-Abos, Samsons-Lion, Séméacq-Blachon et Simacourbe.
Canton de Garlin
Aubous, Aydie, Burosse-Mendousse, Castetpugon, Conchez-de-Béarn, Diusse, Garlin, Mascaraàs-Haron, Moncla, Mont, Portet, Saint-Jean-Poudge, Tadousse-Ussau, Taron-Sadirac-Viellenave et Vialer.
Canton de Thèze
Sévignacq.

### Le canton de Lembeye
En 1790, le canton de Lembeye comptait les communes de canton actuel moins celles d'Arricau, Arrosès, Aurions (sauf le village d'Idernes), Cadillon, Crouseilles et Lasserre.

## Héraldique
| Blason | Blasonnement : D'or à une vache de gueules clarinée d'azur, brochant sur une tour du même surmontée d'un croissant de gueules. |

## Politique et administration
| Période | Période  | Identité               | Étiquette             | Qualité     |
| ------- | -------- | ---------------------- | --------------------- | ----------- |
| 1900    | 1935     | Jacques Amédée Doléris | Radical - Indépendant | Docteur     |
| ----    | ----     | De Mendery             |                       |             |
| 1944    | ----     | Louis Paul Piarrette   |                       | Cultivateur |
| ----    | ----     | René Pébernard         | DVD                   |             |
| 1983    | 1987     | Victor Montauban       |                       | Instituteur |
| 1988    | 1995     | Gérard Lasserre        |                       |             |
| 1995    | 2001     | Christine Bernadet     |                       |             |
| 2001    | 2008     | Christine Villacampa   |                       |             |
| 2008    | En cours | Jean-Michel Desséré    |                       |             |

### Intercommunalité
Lembeye fait partie de quatre structures intercommunales :
- la communauté de communes du Nord-Est Béarn ;
- le SIVU de la voirie du canton de Lembeye ;
- le syndicat d’énergie des Pyrénées-Atlantiques ;
- le syndicat intercommunal d’alimentation en eau potable (SIAEP) du Vic-Bilh Montanérès.

Lembeye accueille le siège de la communauté de communes du canton de Lembeye en Vic-Bilh, ainsi que ceux du SIVU de la voirie du canton de Lembeye, du syndicat intercommunal d’alimentation en eau potable (SIAEP) du Vic-Bilh Montanérès et du syndicat mixte du tourisme des cantons de Lembeye et Garlin.

### Jumelage
- Alzey-Weinheim (de) (Allemagne) depuis 1980[48].
- Almudévar (Espagne) depuis 1985.

## Population et société

### Démographie
L'évolution du nombre d'habitants est connue à travers les recensements de la population effectués dans la commune depuis 1793. Pour les communes de moins de 10 000 habitants, une enquête de recensement portant sur toute la population est réalisée tous les cinq ans, les populations de référence des années intermédiaires étant quant à elles estimées par interpolation ou extrapolation. Pour la commune, le premier recensement exhaustif entrant dans le cadre du nouveau dispositif a été réalisé en 2008.

En 2022, la commune comptait 804 habitants, en évolution de +2,55 % par rapport à 2016 (Pyrénées-Atlantiques : +3,78 %, France hors Mayotte : +2,11 %).
| 1793 | 1800 | 1806  | 1821  | 1831  | 1836  | 1841  | 1846  | 1851  |
| ---- | ---- | ----- | ----- | ----- | ----- | ----- | ----- | ----- |
| 942  | 960  | 1 063 | 1 222 | 1 324 | 1 334 | 1 401 | 1 517 | 1 391 |

| 1856  | 1861  | 1866  | 1872  | 1876  | 1881  | 1886  | 1891  | 1896  |
| ----- | ----- | ----- | ----- | ----- | ----- | ----- | ----- | ----- |
| 1 336 | 1 274 | 1 231 | 1 188 | 1 170 | 1 183 | 1 114 | 1 126 | 1 063 |

| 1901  | 1906  | 1911  | 1921 | 1926 | 1931 | 1936 | 1946 | 1954 |
| ----- | ----- | ----- | ---- | ---- | ---- | ---- | ---- | ---- |
| 1 071 | 1 124 | 1 028 | 880  | 919  | 894  | 824  | 819  | 811  |

| 1962 | 1968 | 1975 | 1982 | 1990 | 1999 | 2006 | 2008 | 2013 |
| ---- | ---- | ---- | ---- | ---- | ---- | ---- | ---- | ---- |
| 914  | 874  | 744  | 706  | 687  | 695  | 758  | 776  | 794  |

| 2018 | 2022 | - | - | - | - | - | - | - |
| ---- | ---- | - | - | - | - | - | - | - |
| 762  | 804  | - | - | - | - | - | - | - |

## Économie
La commune fait partie des zones d'appellation d'origine contrôlée (AOC) du madiran, du pacherenc-du-vic-bilh et du béarn.

## Culture locale et patrimoine

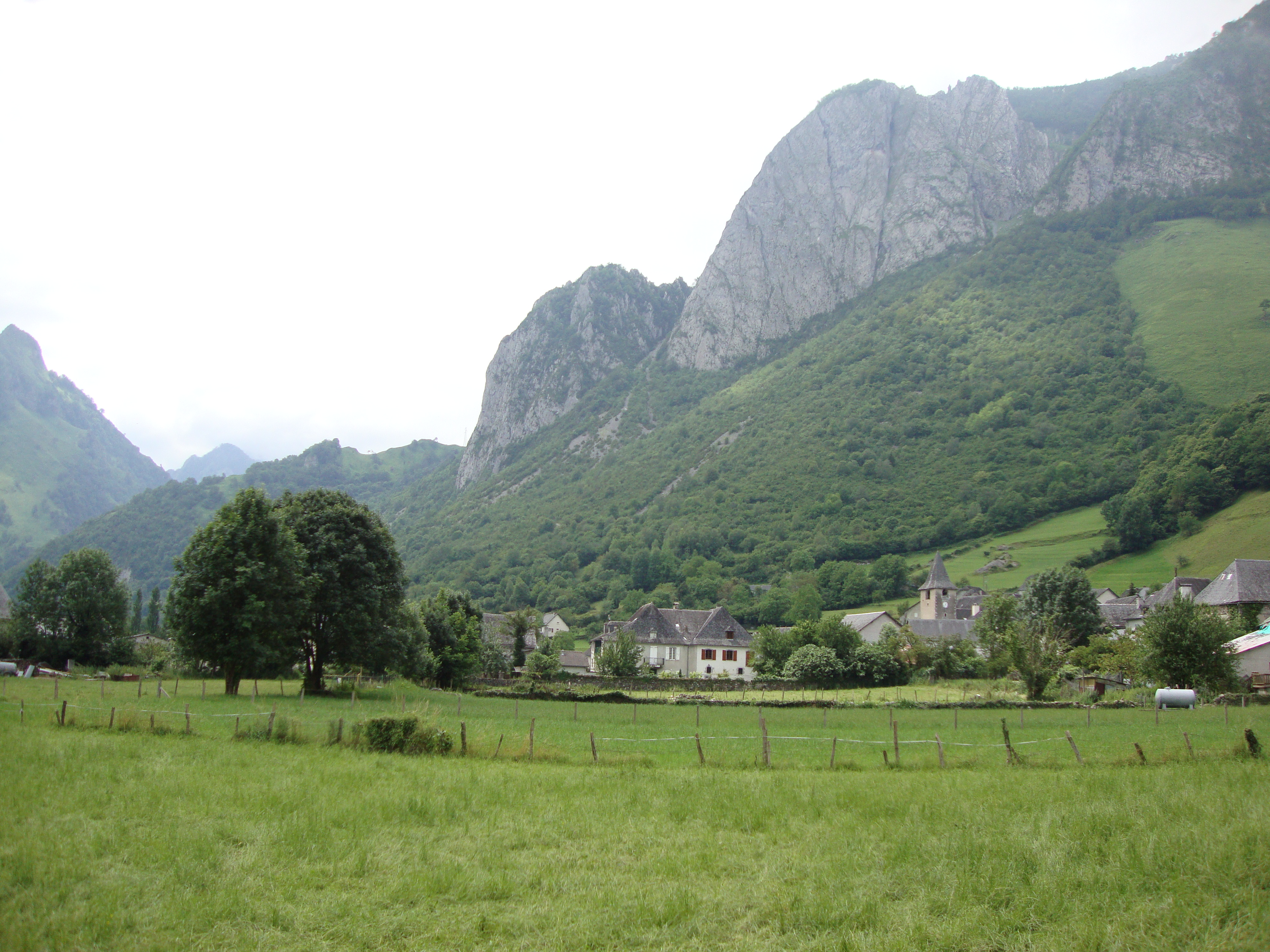
Vue du village de Lées.

### Patrimoine civil

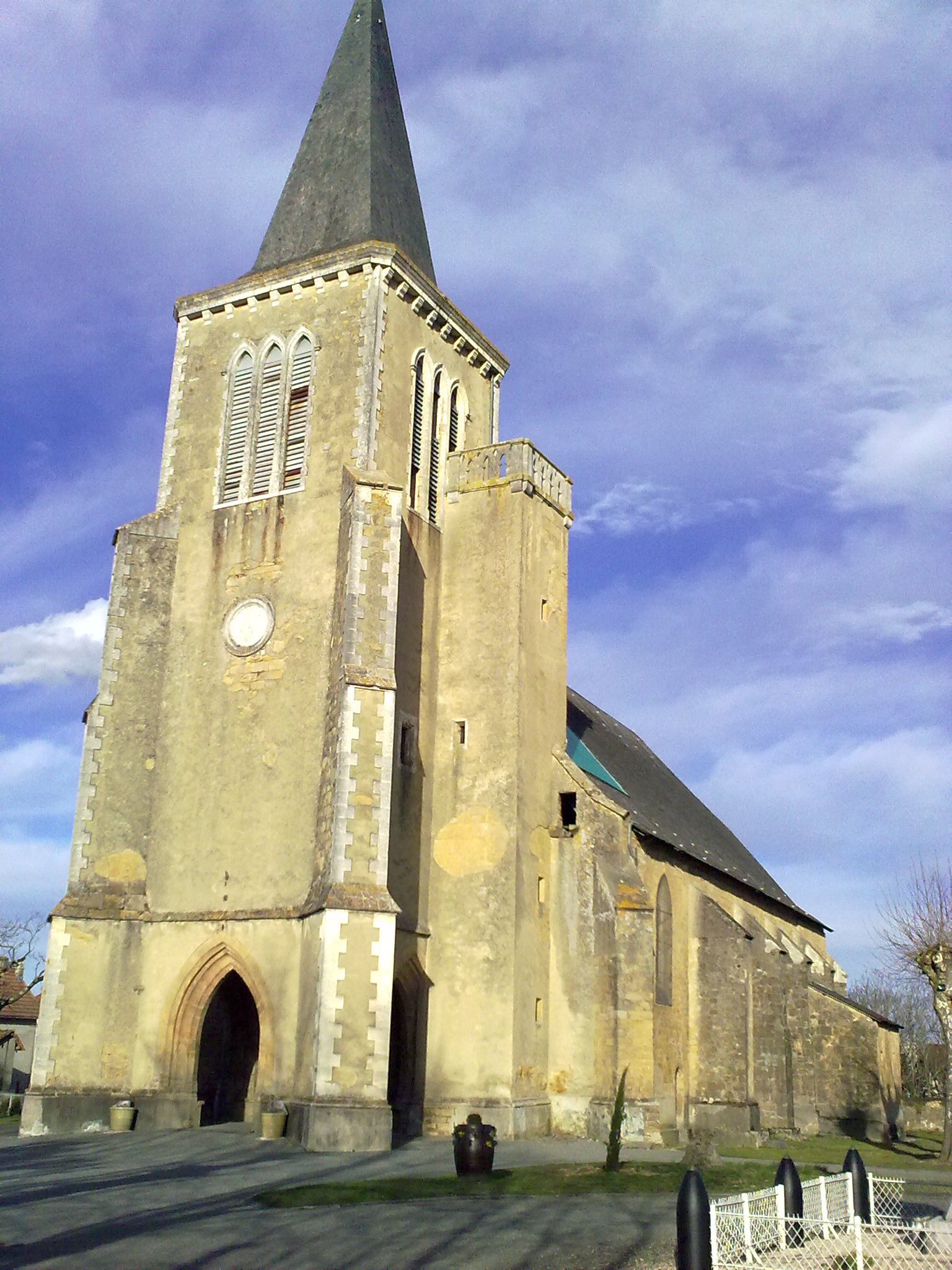
L'église Notre-Dame-de-l'Assomption.

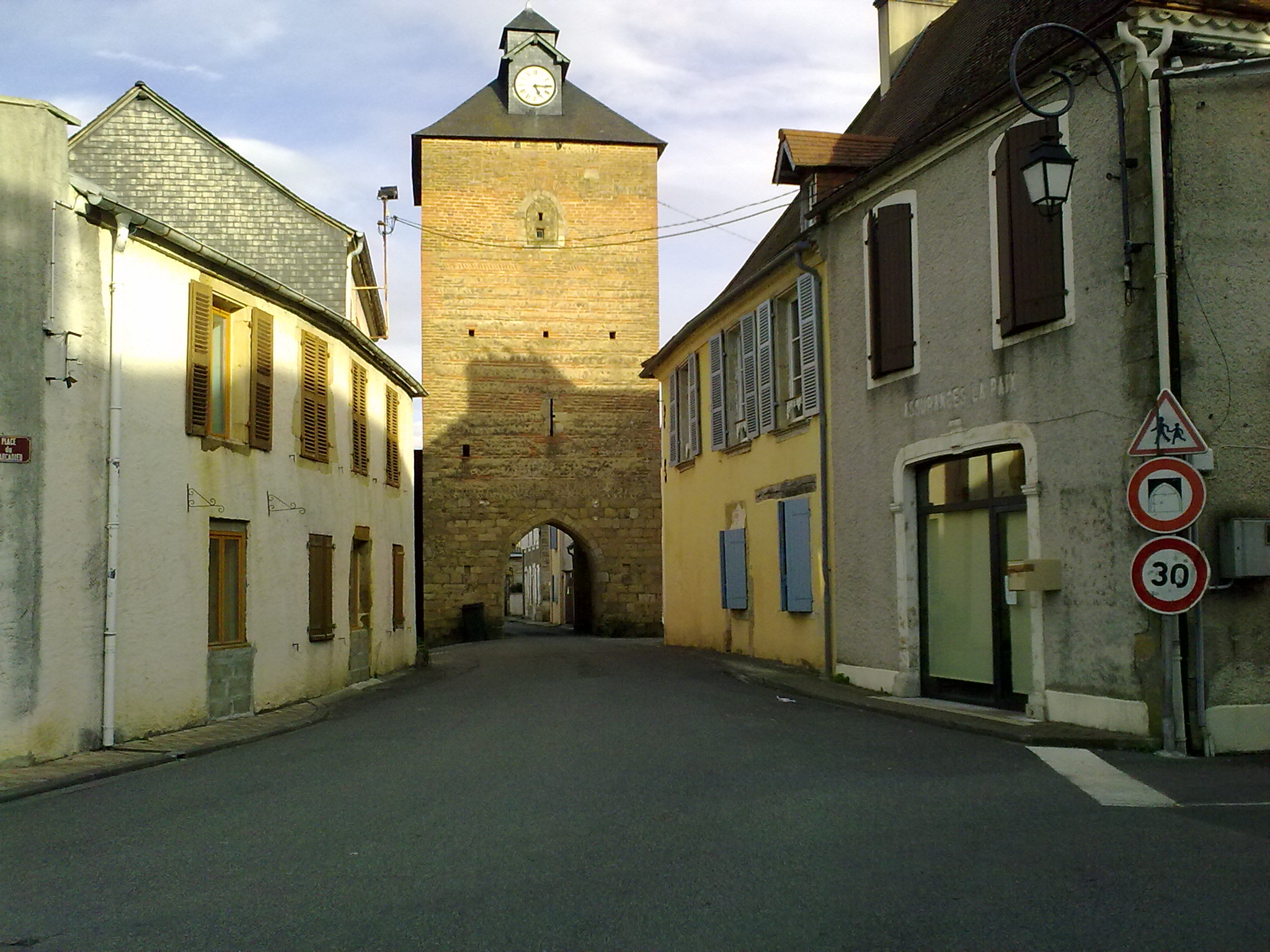
Passage étroit de Lembeye (porte de ville), depuis la place Centrale.

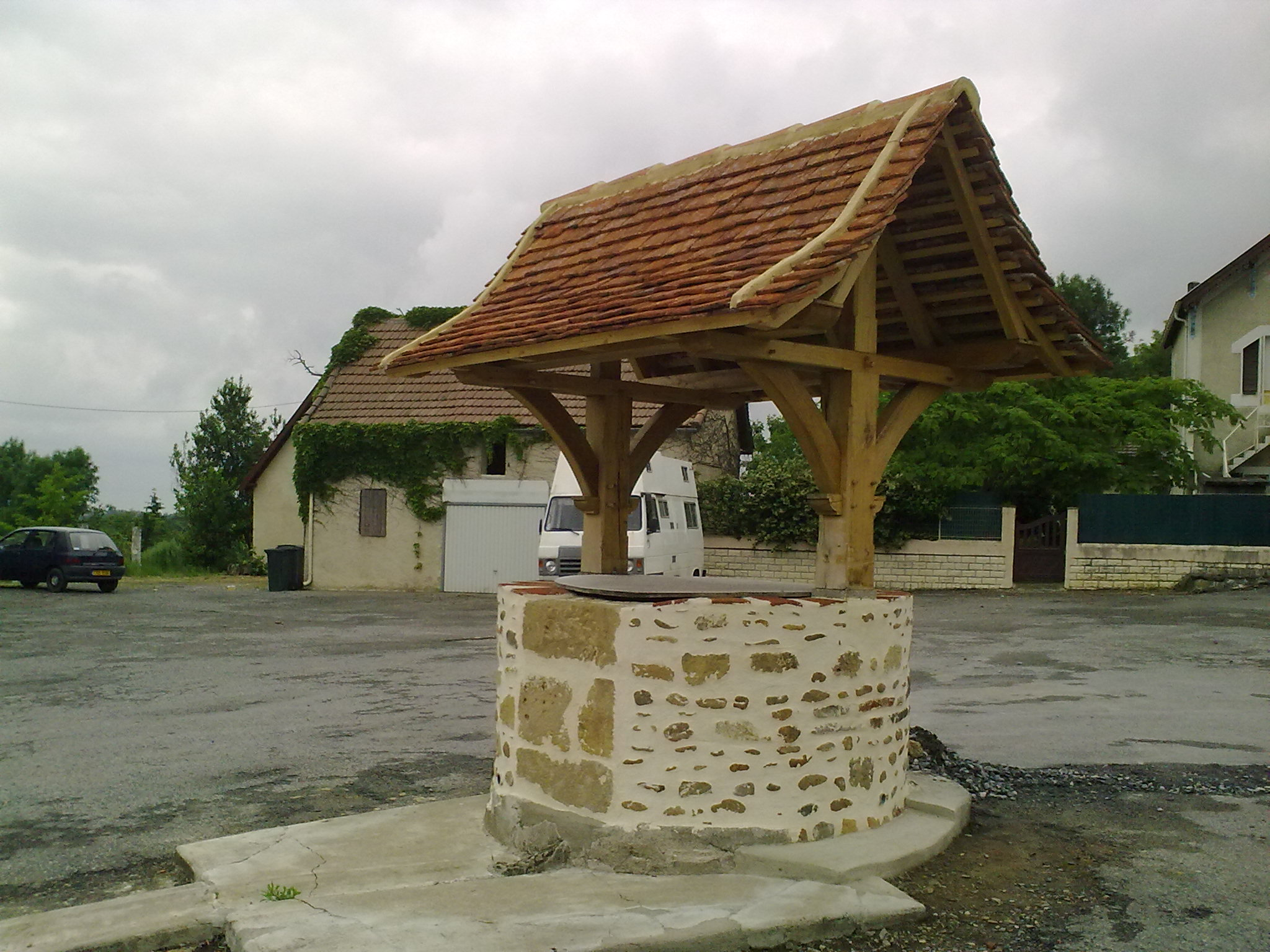
Un puits.

Les vestiges d'un ensemble fortifié datant partiellement de la fin du XIIIe siècle et ayant rassemblé un ouvrage d'entrée, un fossé, une église, une maison, une motte et une enceinte, témoignent du passé ancien de la commune.
Une porte de ville, datant du XIVe siècle, est recensée par les monuments historiques, tout comme la cloche du début du XIXe siècle qu'elle recèle.
Place du Marché se dresse, outre une croix monumentale érigée en 1773, un ancien couvent, maison de récollets, fondé en 1666. Ce couvent possède un calice inscrit à l'inventaire général du patrimoine culturel. On trouve sur cette même place les vestiges d'une halle datant de 1542. La mairie, ouverte vers 1852, s'y dresse également.
La commune présente un ensemble de maisons des XVIIe, XVIIIe et XIXe siècles. L'une d'elles, située rue du Bourg, possède du mobilier (lambris de revêtement, deux buffets et une fontaine de dévotion) inventorié par les monuments historiques.

### Patrimoine religieux
L'église Notre-Dame-de-l'Assomption ou de l'Assomption-de-la-Bienheureuse-Vierge-Marie date partiellement du XVe siècle. Elle recèle du mobilier, des tableaux, des statues, treize verrières et des objets inscrits à l'inventaire général du patrimoine culturel.

## Équipements

### Éducation
La commune dispose d'une école élémentaire et d'un collège (collège du Vic-Bilh).

### Sports et équipements sportifs
L'association sportive, l'Étoile sportive de Lembeye en Vic-Bilh, regroupe quatre disciplines sportives qui sont le rugby à XV, le basket-ball, la pelote basque et le cyclisme. La section rugby évolue en Fédérale 3, au sein du comité du Béarn (secteur Sud-Ouest).

## Personnalités liées à la commune

### Nées auXVIIIesiècle
- Jean-Paul d'Angosse, né en 1732 à Lembeye et décédé en 1798 à Arthez-d'Asson, est un militaire, maître de forges et homme politique français ;Maison natale de Jacques Amédée Doléris (place du Marché).

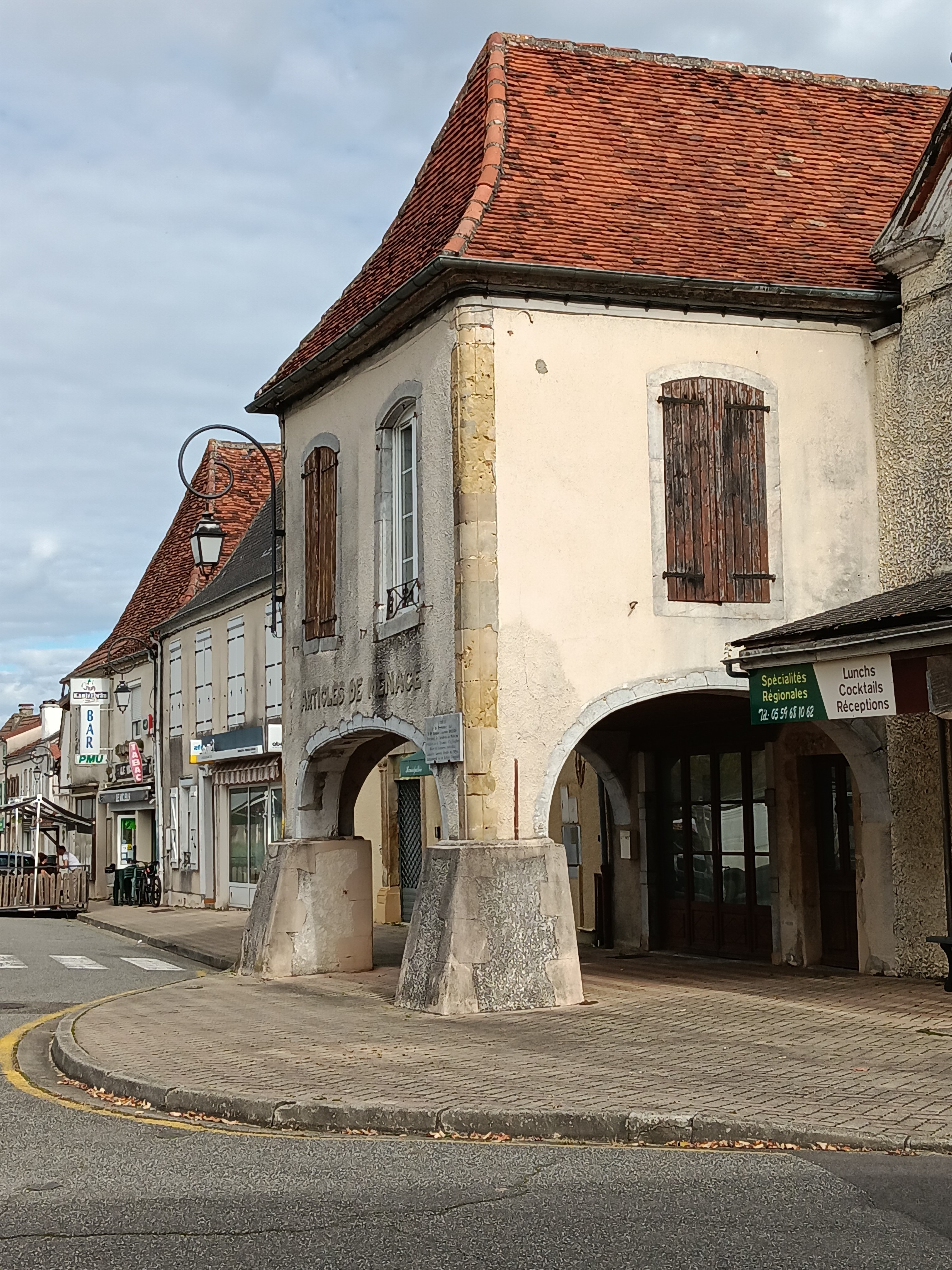
Maison natale de Jacques Amédée Doléris (place du Marché).

### Nées auXIXesiècle
- Jacques Amédée Doléris, né en 1852 à Lembeye et décédé en 1938 à Pau, est un médecin et homme politique français ;
- Charles Malégarie, né en 1886 à Lembeye et décédé en 1963, est un ingénieur français.

### Nées auXXesiècle
- Gilbert Duclos-Lassalle, né en 1954 à Lembeye, est un coureur cycliste français.

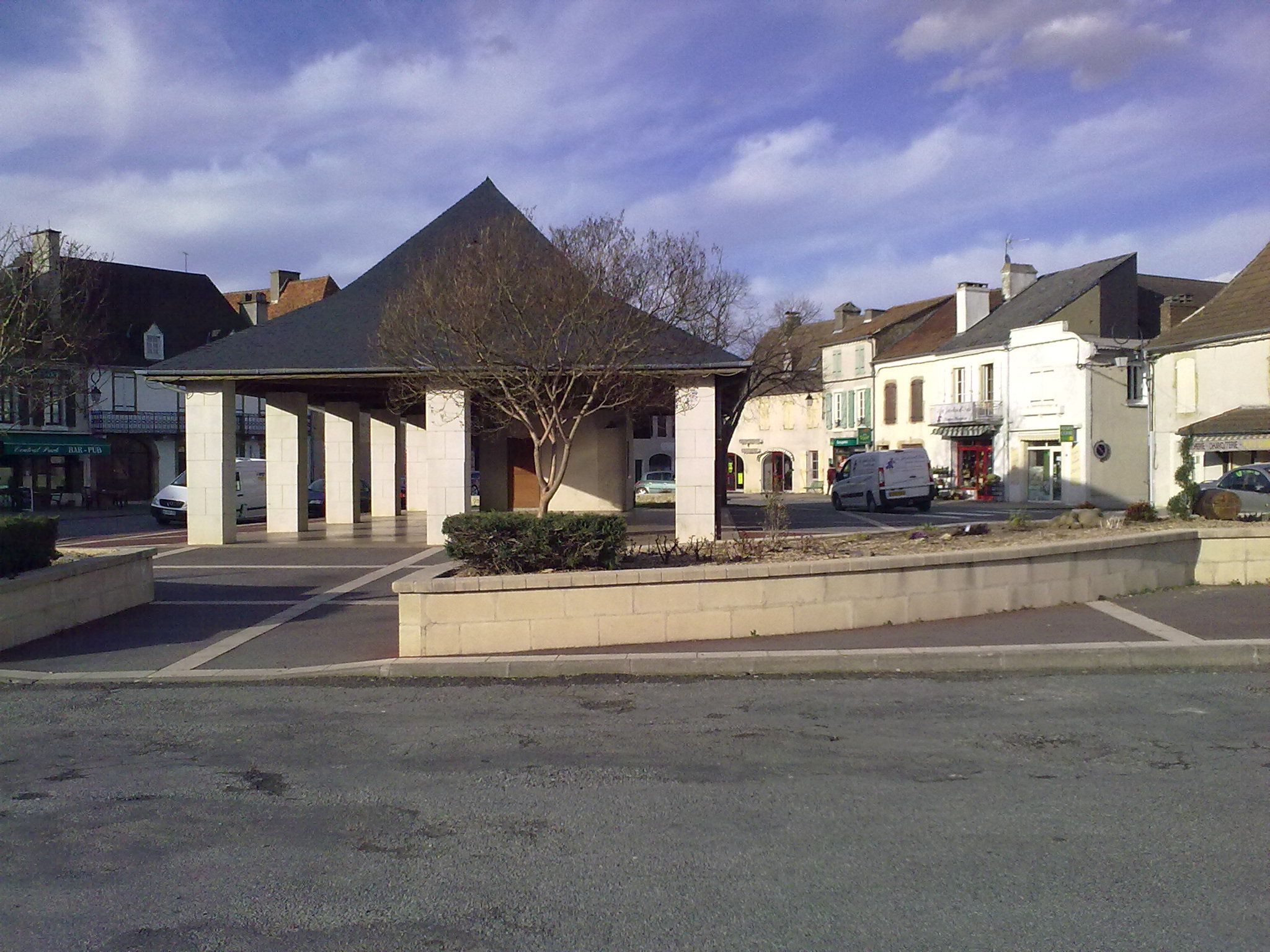
Place Principale de Lembeye.
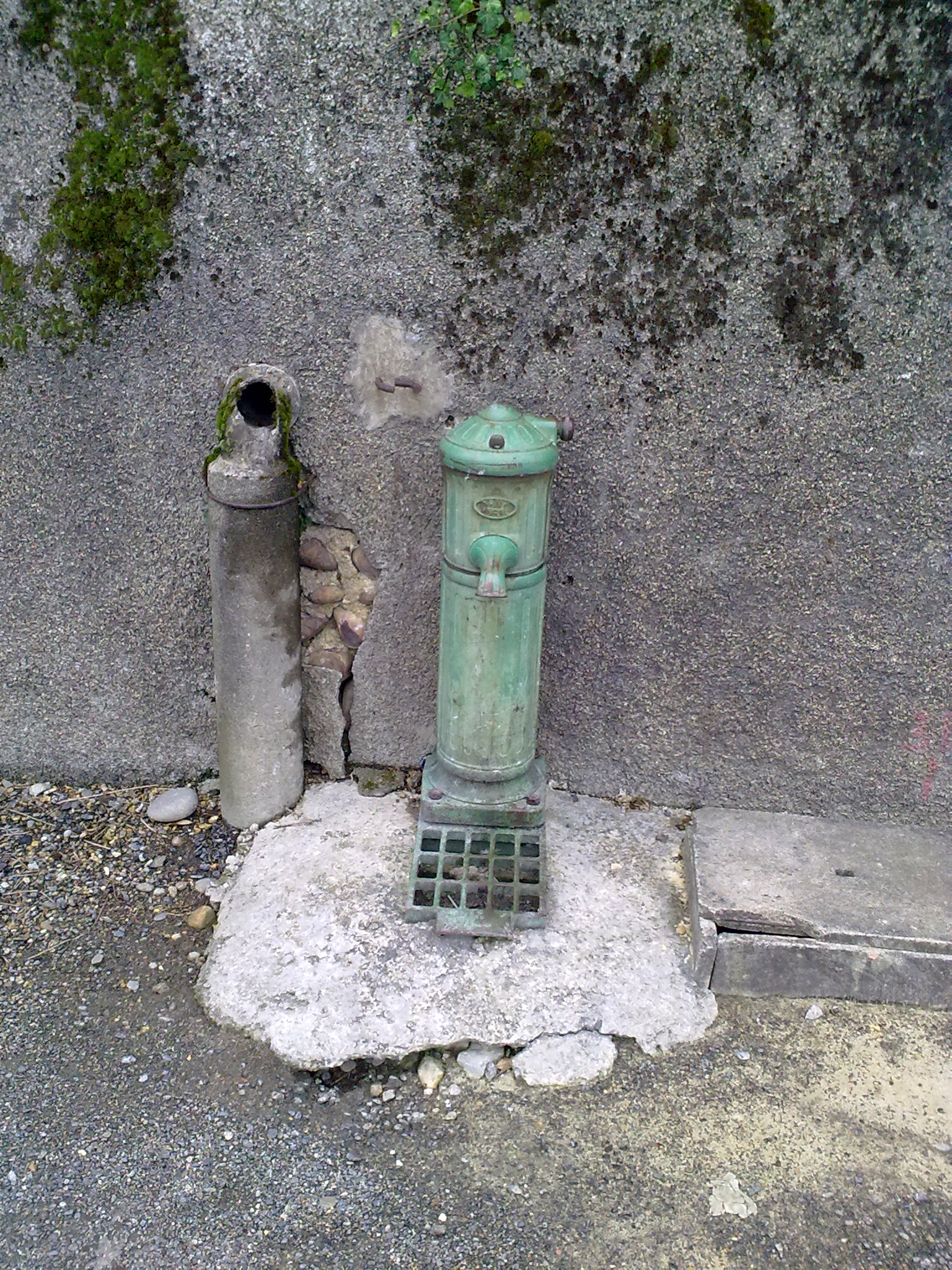
Un point d'eau public.
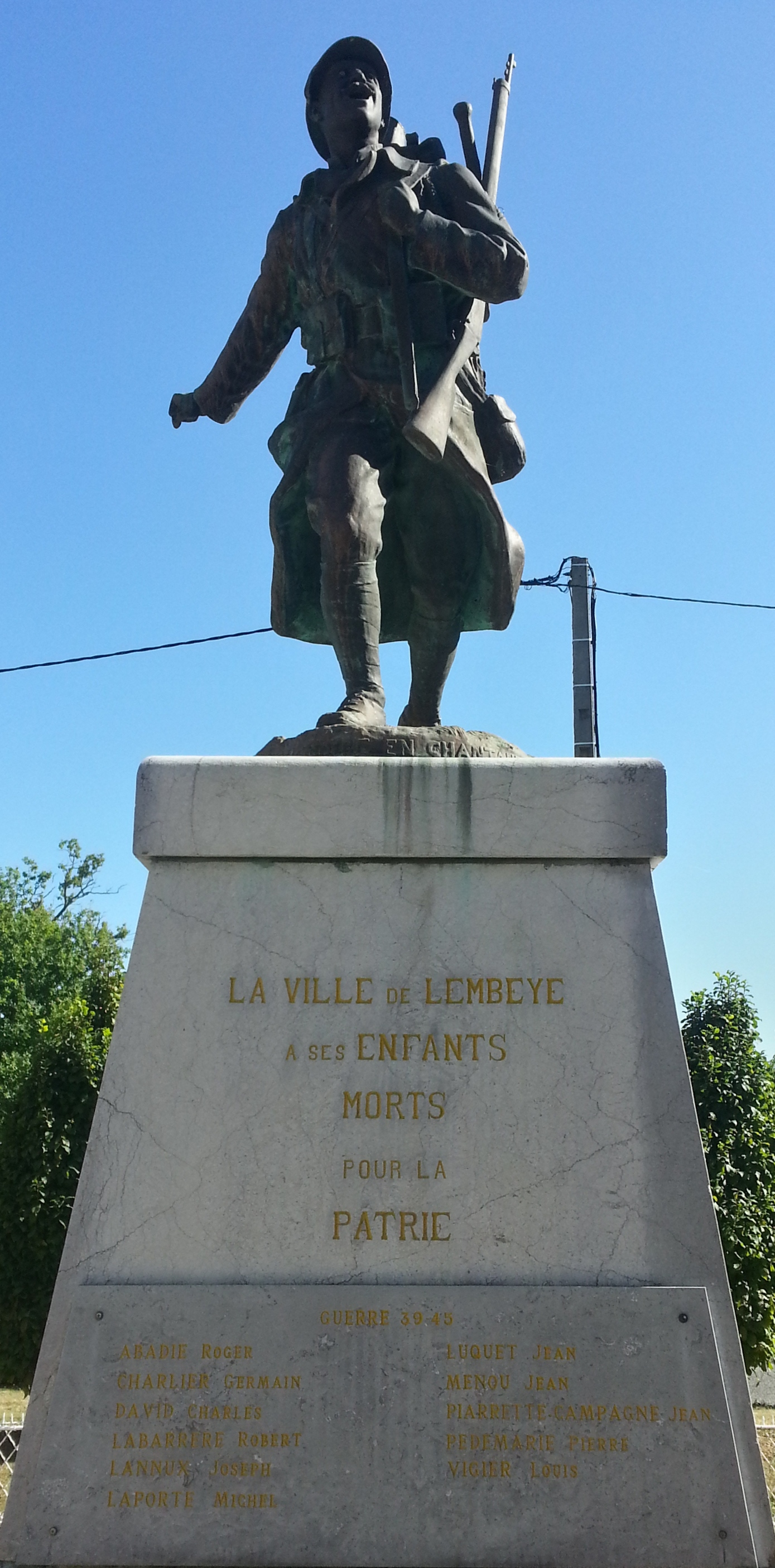
Le monument aux morts.